# Тетельсингский науатль
Тетельсингский науатль (Tetelcingo Aztec, Tetelcingo Nahuatl) — разновидность языка науатль, на котором говорят в городе Тетельсинго и в соседних Куаутемок и Ласаро-Карденас штата Морелос в Мексике. Это один из основных разновидностей, который тесно связан с классическим вариантом науатль. Эти три населённых пункта лежат к северу от муниципалитета Куаутла и в значительной степени вошли в городскую территорию, в результате чего тетельсингский диалект находится под сильным давлением.

## Фонология

### Гласные
В тетельсингском науатль есть переделанные долгие гласные, найденные в большинстве консервативных вариантов на одном из особенных гласных. Краткие гласные /i e a o/ отражаются на письме как [ɪ e a o] (орфографически i e a o) в тетельсингском диалекте, в то время как долгие гласные /iː eː aː oː/ имеют вид [i ⁱe ɔᵃ u] (орфографически i, ie, ö, u).
| «Краткие» гласные | Передний ряд | Средний ряд | Задний ряд |
| ----------------- | ------------ | ----------- | ---------- |
| Верхний подъём    | i [ɪ]        |             |            |
| Средний подъём    | e [e]        |             | o [o]      |
| Нижний подъём     |              | a [a]       |            |

| «Долгие» гласные | Передний ряд | Средний ряд | Задний ряд |
| ---------------- | ------------ | ----------- | ---------- |
| Верхний подъём   | i [i]        |             | u [u]      |
| Средний подъём   | ie [ⁱe]      |             |            |
| Нижний подъём    |              |             | ö [ɔa]     |

### Согласные
|          | Губ.-губ.                         | Апик.     | Апик.        | Палато-альвеоляр. | Веляр.     | Веляр.  | Глот.     |
| Центр.   | Губ.-губ.                         | Латерал.  | Неогубленные | Палато-альвеоляр. | Огубленные |         | Глот.     |
| -------- | --------------------------------- | --------- | ------------ | ----------------- | ---------- | ------- | --------- |
| Взрыв.   | p/p/                              | t/t/      |              |                   | c ~ qu /k/ | cu /kʷ/ |           |
| Аффр.    |                                   | tz/ts/    | tl/tɬ/       | ch /tʃ/           |            |         |           |
| Фрикат.  |                                   | s /s/     |              | x /ʃ/             |            |         | j /h ~ χ/ |
| Нос.     | m /m/                             | n /n ~ ŋ/ |              |                   |            |         |           |
| Аппрокс. | hu/u/b/f/ /w ~ ʋ ~ β ~ v ~ ɸ ~ w̥/ | r /ɾ/     | l /l ~ ɬ/    | y /j/             |            |         |           |

В тетельсингском, как и в других диалектах науатль, нет звонких шумных согласных (за одним исключением: стволовое /maga/, то есть слово 'драка' получено из слова /maka/ 'дать, ударить'). Звонкие шумные и другие неместные гласные встречаются в заимствованных словах из испанского языка и, тем не менее, таких слов очень много есть в языке.